# Лысогорский (Ставропольский край)
Лысого́рский (также Лысого́рка) — хутор в составе Минераловодского района (городского округа) Ставропольского края России.

## География
Расстояние до краевого центра: 102 км. Расстояние до районного центра: 29 км.

## История
До 2015 года хутор Лысогорский находился в составе муниципального образования «Сельское поселение Перевальненский сельсовет» Минераловодского района Ставропольского края.

## Население
| 1989 | 2002 | 2010 | 2014 |
| ---- | ---- | ---- | ---- |
| 357  | ↗534 | ↘497 | ↗500 |

По данным переписи 2002 года, 60 % населения — русские.

## Люди, связанные с хутором
- Горбань, Игнат Петрович (1912—1957, хутор Лысогорский) — Герой Советского Союза.

## Памятники
- Братская могила 14 советских воинов, погибших при освобождении хутора от фашистских захватчиков, и Героя Советского Союза И. П. Горбаня (1912—1957). 1943, 1952, 1957 годы[8].